# Venturiales
Venturiales Y. Zhang ter, C.L. Schoch & K.D. Hyde – rząd grzybów z klasy Dothideomycetes.

## Systematyka
Pozycja w klasyfikacji według Index Fungorum
Venturiales, Pleosporomycetidae, Dothideomycetes, Pezizomycotina, Ascomycota, Fungi.
Rodzaje
Według aktualizowanej klasyfikacji Index Fungorum bazującej na Dictionary of the Fungi do rzędu Venturiales należą:
- rodzina Cylindrosympodiaceae Crous, M. Shen & Y. Zhang ter 2020
- rodzina Sympoventuriaceae Y. Zhang ter, C.L. Schoch & K.D. Hyde 2011
- rodzina Venturiaceae E. Müll. & Arx ex M.E. Barr 1979
- rodzaj Incertae sedis: Clavatispora Boonmee & K.D. Hyde 2013[2].